# Departamento de Villarrica
| Departamento de Villarrica | Departamento de Villarrica                             |
| -------------------------- | ------------------------------------------------------ |
| Cabecera:                  | Loncoche                                               |
| Superficie:                | km²                                                    |
| Habitantes:                | hab                                                    |
| Densidad:                  | hab/km²                                                |
| Comunas/ Subdelegaciones:  | - Loncoche - Gorbea - Lisperguer - Toltén - Villarrica |
| Ubicación                  |                                                        |
|                            |                                                        |

| Departamento de Villarrica | Departamento de Villarrica                                                            |
| -------------------------- | ------------------------------------------------------------------------------------- |
| Cabecera:                  | Pitrufquén                                                                            |
| Superficie:                | km²                                                                                   |
| Habitantes:                | hab                                                                                   |
| Densidad:                  | hab/km²                                                                               |
| Subdelegaciones:           | - 1a Pitrufquén - 2a Gorbea - 3a Toltén - 4a Queule - 5a Loncoche - 6a Villarrica     |
| Municipalidades:           | - capital departamental: - Pitrufquén - otras municipalidades (1891): - Toltén (1891) |
| Ubicación                  |                                                                                       |
|                            |                                                                                       |

El departamento de Villarrica es una antigua división territorial de Chile, que pertenecía a la antigua provincia de Valdivia. Su cabecera fue Pitrufquén. Fue formado de la segregación de territorios del departamento de Valdivia.
Con el DFL 8582, pasa a formar parte de la provincia de Cautín.
De acuerdo al DFL 8582, el departamento de Villarrica tendrá por límites: 
- al norte, el río Toltén, desde su desembocadura en el Océano Pacífico hasta su confluencia con el río Pedregoso; el río Pedregoso, desde su confluencia con el río Toltén, hasta su origen, y la línea de cumbres que limita por el Norte la hoya hidrográfica del lago Villarrica, desde el origen del río Pedregoso hasta la frontera argentina.
- Al Este, la frontera argentina, desde la línea de cumbres que limita por el Norte la hoya hidrográfica del lago Villarrica, hasta la línea de cumbres que limita por el Sur dicha hoya.
- Al Sur, la línea de cumbres que limita por el Sur la hoya hidrográfica del lago Villarrica, desde la frontera argentina hasta el volcán Villarrica; y la línea de cumbres que limita por el Norte las hoyas hidrográficas del lago Calafquén y el Río Leufucade, desde el volcán Villarrica hasta el origen del estero Cudico; el estero Cudico, desde su origen hasta su desembocadura en el río Cruces; el río Cruces, desde la desembocadura del estero Cudico hasta la desembocadura del río Quilén o Quitraco; el río Quitraco o Quilén, desde su desembocadura en el río Cruces hasta su confluencia con la quebrada Lingue; la quebrada Lingue, desde el confluencia con el río Quilén o Quitraco, hasta su origen; la línea de cumbres, desde su origen de la quebrada Lingue, hasta el origen de la quebrada Honda de Ringán en el cerro Tripayante; la quebrada Honda de Ringán desde su origen hasta su confluencia con el río Lingue o Mehuín, y el río Lingue o Mehuín, desde su confluencia con la quebrada Honda de Ringán, hasta su desembocadura en el Océano Pacífico.
- Al Oeste, el Océano Pacífico, desde la desembocadura del río Linguen o Mehuín hasta la desembocadura del río Toltén.

La cabecera del departamento de Villarrica será la ciudad de Loncoche;
A partir de este departamento se crea el Departamento de Pitrufquén.
Finalmente, el Departamento de Villarrica fue suprimido en la década de 1970, con la implementación de la Nueva División Político Administrativa.

## Límites
El Departamento de Villarrica limitaba:
- al norte con el Departamento de Temuco y el Departamento de Victoria
- al oeste con el Océano Pacífico.
- al sur con el Departamento de Valdivia.
- Al este con el Cordillera de Los Andes

Con la creación del Departamento de Pitrufquén:
- al norte con el Departamento de Pitrufquén y el Departamento de Victoria
- al oeste con el departamento de Pitrufquén.
- al sur con el Departamento de Valdivia.
- Al este con el Cordillera de Los Andes

## Administración
La administración estaba en Pitrufquén. En donde se encontraba la Gobernación Departamental de Villarrica, y la Municipalidad de Pitrufquén, dependiente de la Provincia de Valdivia.
Con el DFL 8582, la cabecera del Departamento se cambia a la ciudad de Loncoche, dependiente de la Provincia de Cautín. Forma parte de la Vigésima Segunda Agrupación Departamental: Valdivia, La Unión, Villarrica y Río Bueno.
Desde 1930, forma parte de la Vigésima Primera Agrupación Departamental: Temuco, Lautaro, Imperial y Villarrica, a la que se suma Pitrufquén posteriormente.

## Subdelegaciones
- 1a, Pitrufquén
- 2a, Gorbea
- 3a, Toltén
- 4a, Queule
- 5a, Loncoche
- 6a, Villarrica

## Comunas y Subdelegaciones (1927)
De acuerdo al DFL 8583, el departamento estaba compuesto por las comunas y subdelegaciones con el siguiente territorio: 
- Loncoche, que comprende la antigua subdelegación 5.a Loncoche.
- Gorbea, que comprende la antigua subdelegación 2.a Gorbea.
- Lisperguer, que comprende la antigua subdelegación 1.a Pitrufquén. Su cabecera será el pueblo de Pitrufquén, el cual llevará en adelante el nombre de Lisperguer.
- Toltén, que comprende las antiguas subdelegaiones 3.a Toltén y 4.a Queule.
- Villarrica, que comprende la antigua subdelegación 6.a Villarrica, la antigua subdelegación 10.a Maichín, del antiguo departamento de Temuco, y la parte de las antiguas subdelegaciones 8.a Allipén y 9.a Colico, de dicho departamento, que queda comprendida dentro de los límites del departamento de Villarrica.

Posteriormente se segregan las comunas-subdelegaciones de Pitrufquén, Gorbea y Toltén, que forman el Departamento de Pitrufquén.